# Chinese Garden
Chinese Garden (en chinois : 裕华园, en malais : சீனத்தோட்டம்) est une île artificielle située dans l'île principale de Singapour sur le lac de Jurong.

## Géographie
Elle s'étend sur environ 630 m de longueur pour une largeur approximative de 450 m. Un pont la relie à Japanese Garden.

## Histoire
Elle appartient et a été construit en 1975 par la JTC Corporation (en), conçue par l'architecte taïwanais Yuen-chen Yu. Comme son nom l'indique, elle représente un jardin chinois avec toutes les caractéristiques de cet art.

## Galerie

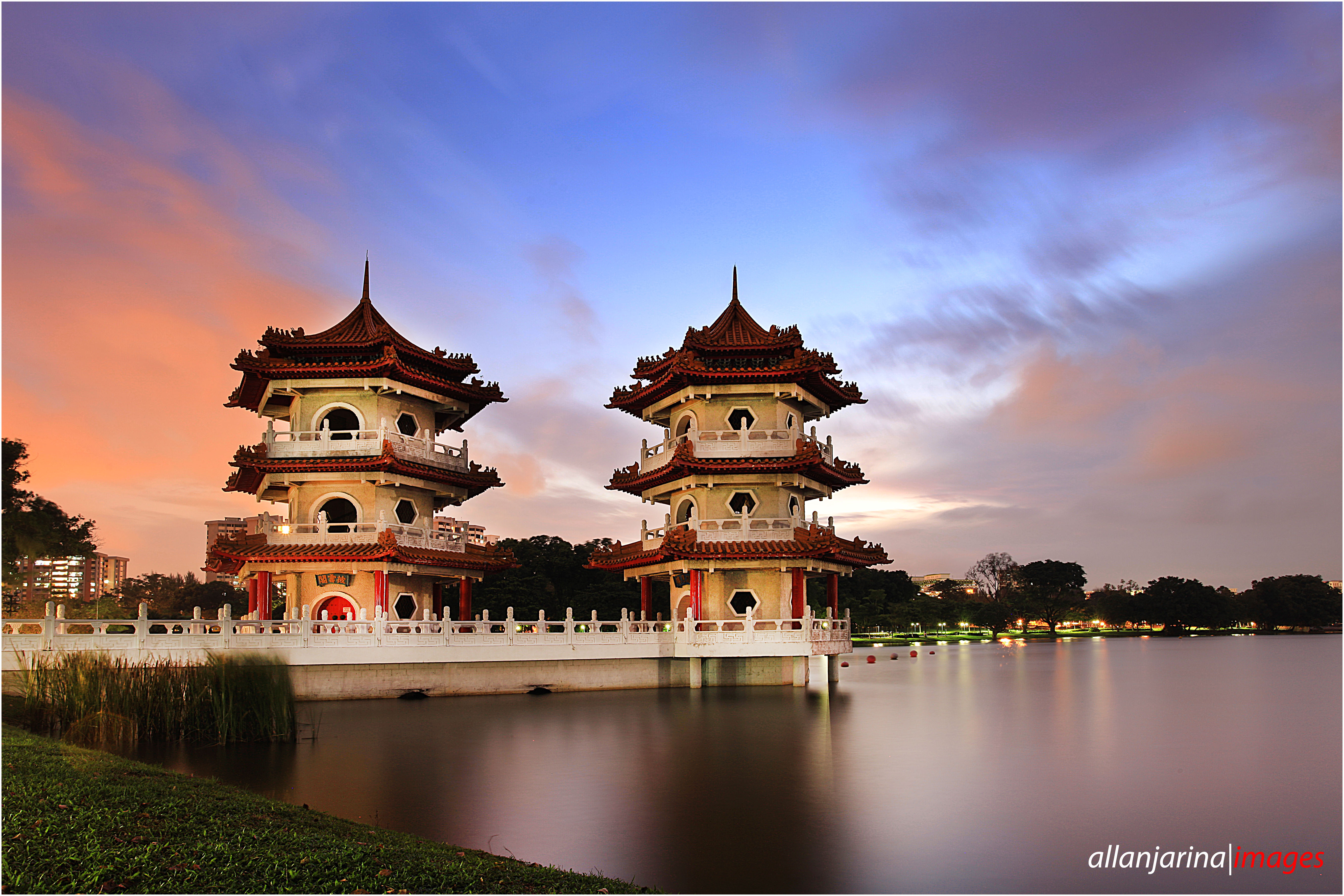
Les pagodes jumelles
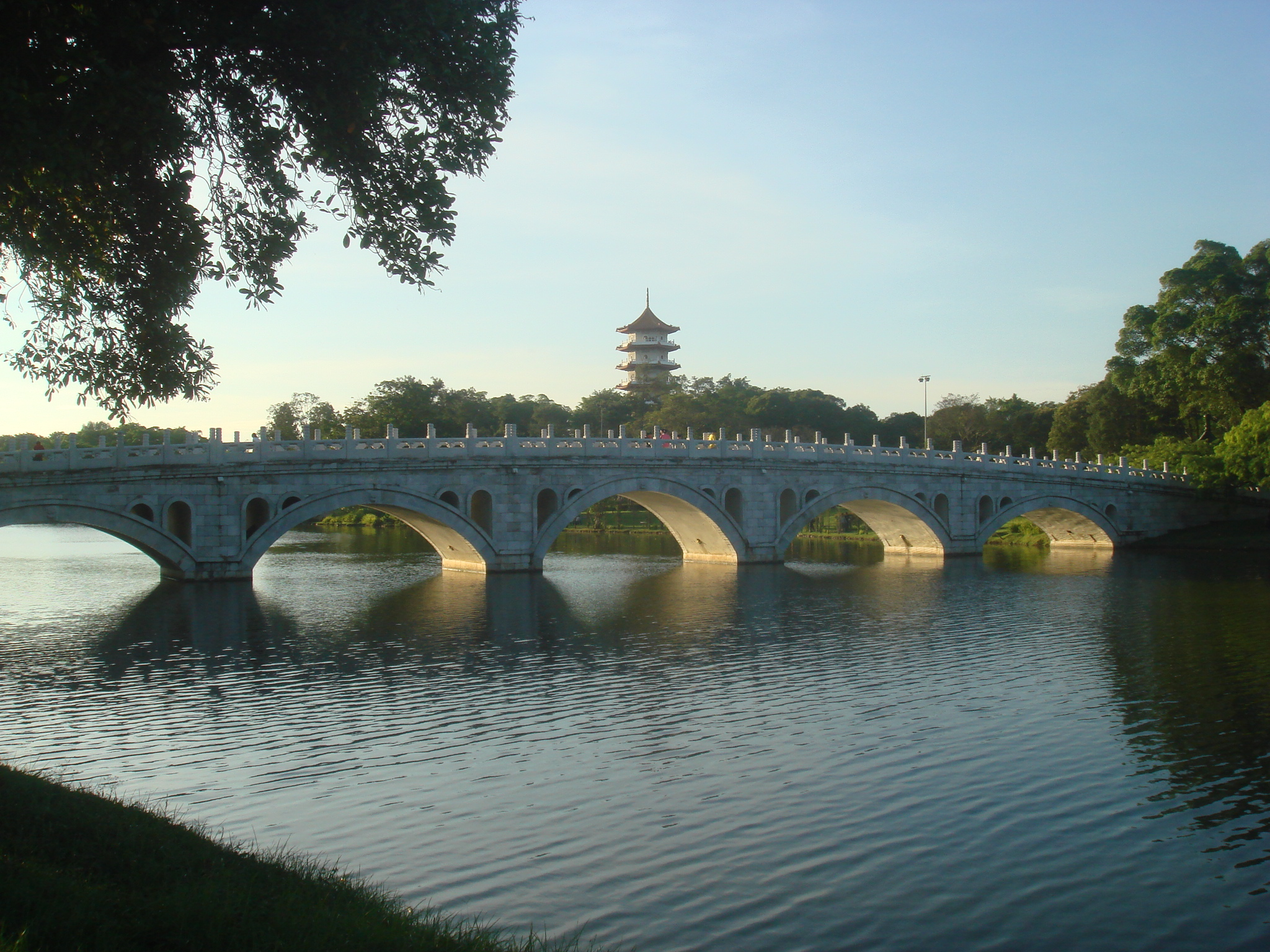
Le pont reliant Chinese Garden au jardin japonais
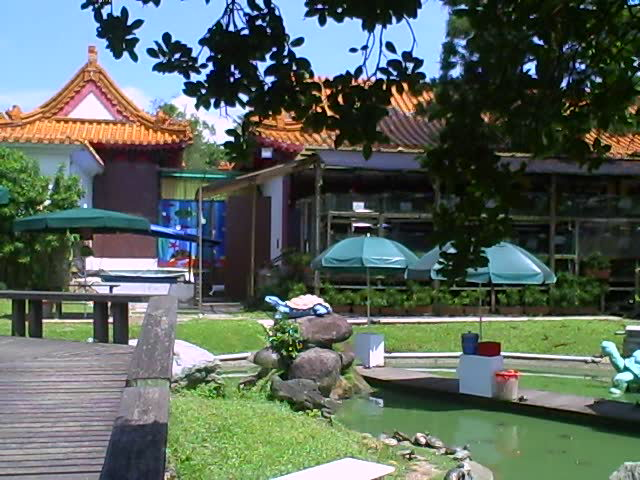
Le musée des tortues
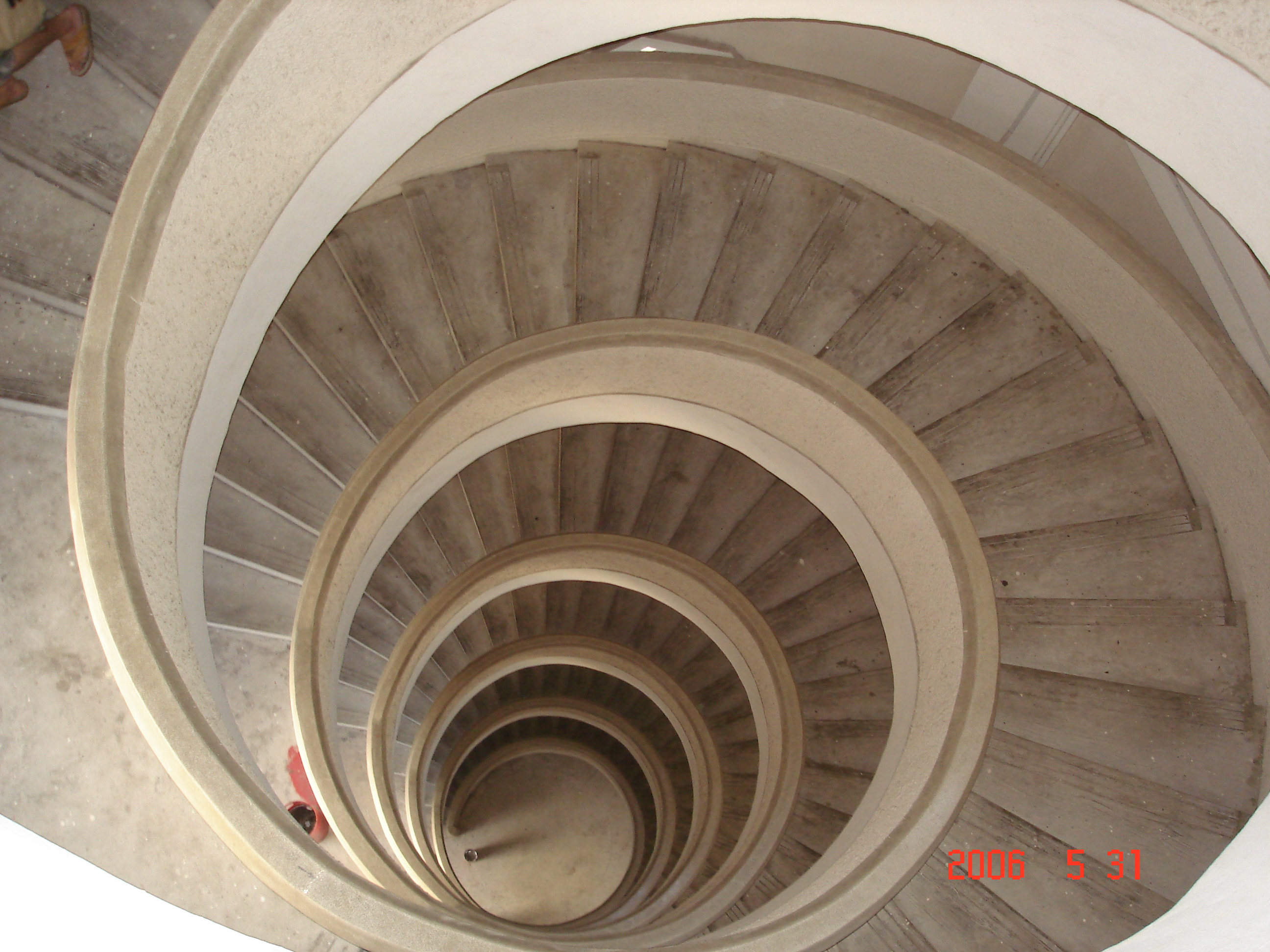
Escalier de la pagode
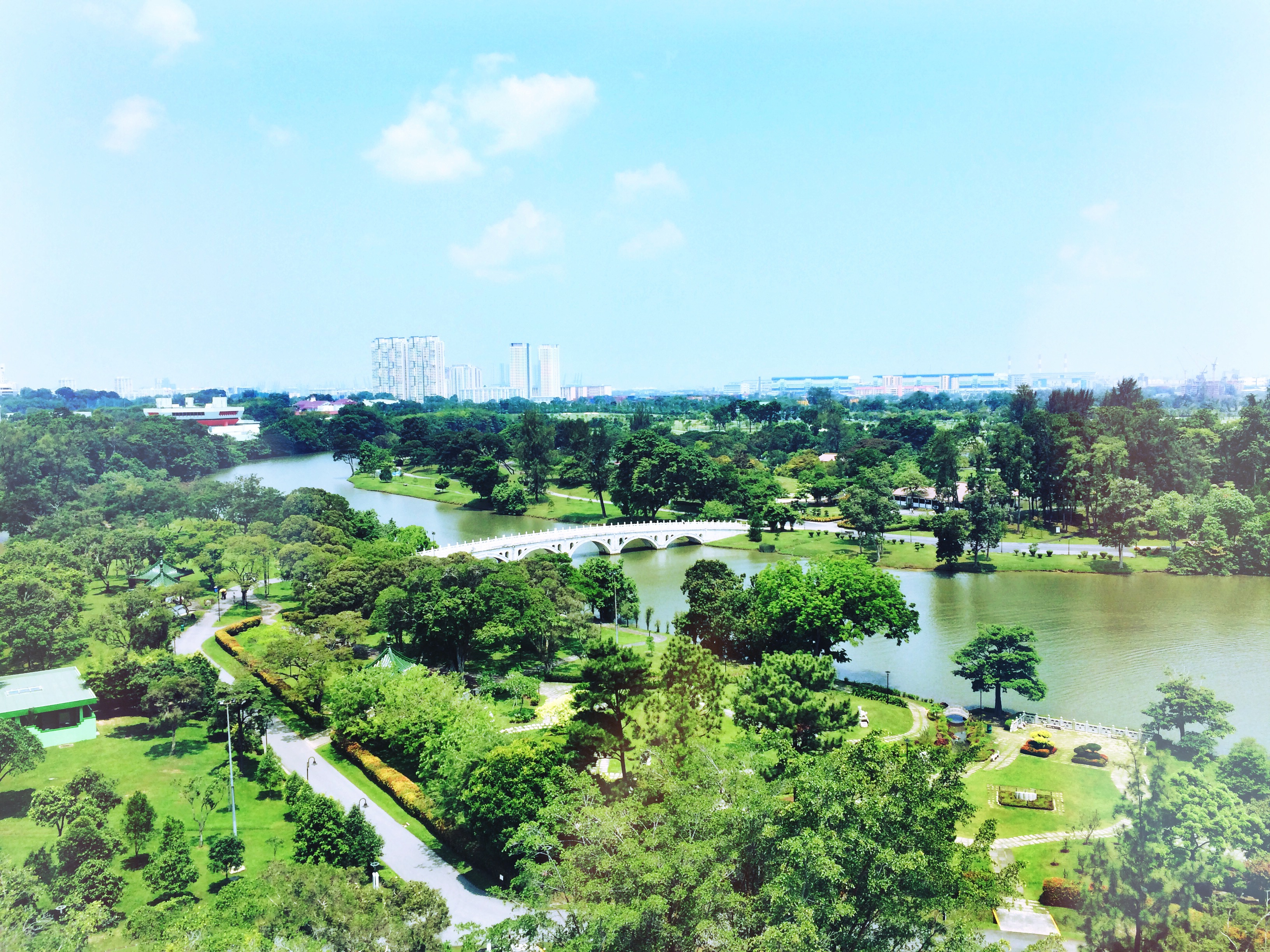
Vue aérienne
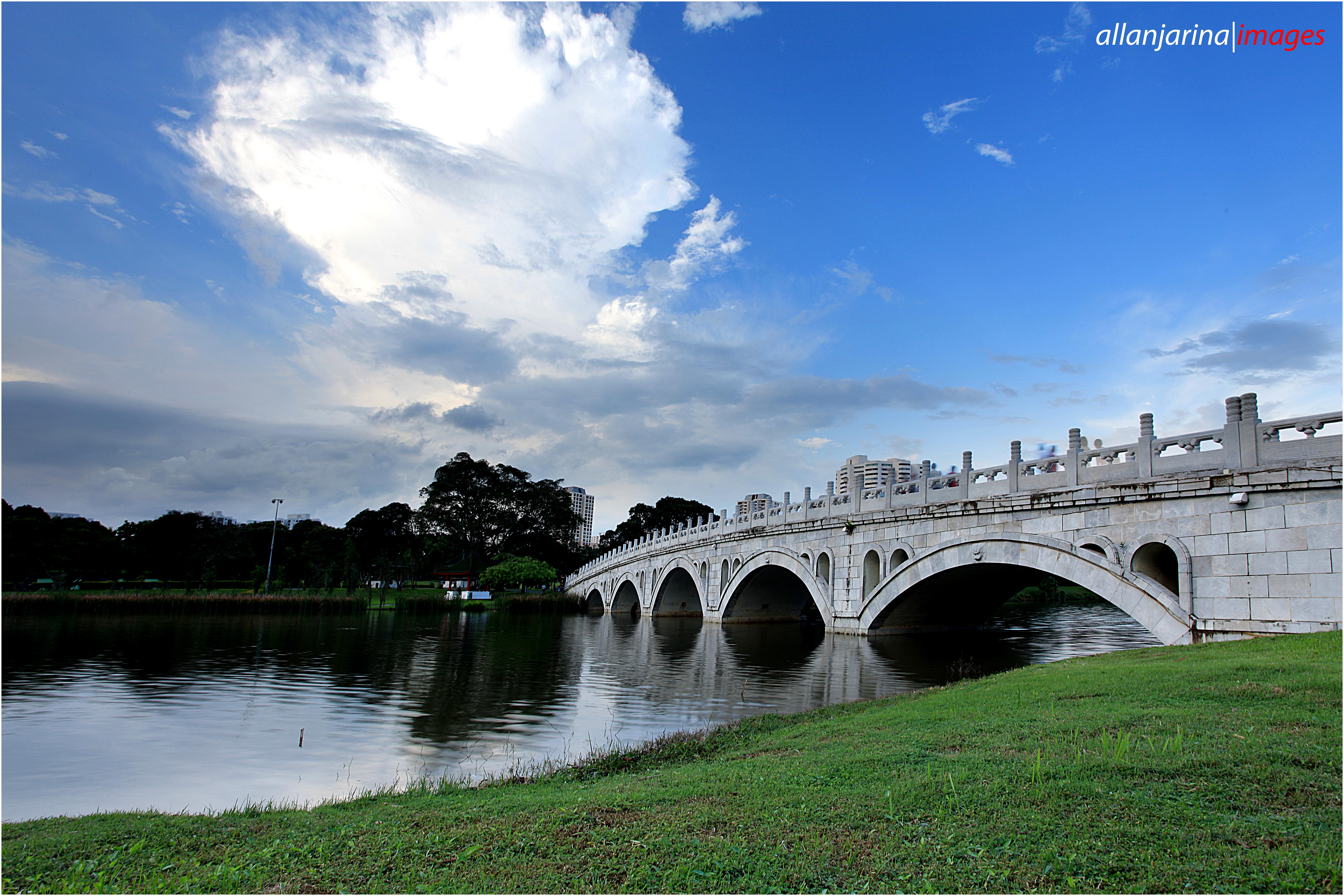
Le pont menant au jardin japonais